# 金色冒险号
金色冒险号（英语: Golden Venture）是一艘於1993年涉及人口走私罪案的中國走私船。

## 經歷
金色冒险号出厂于1969年，船长45米。本为货轮，不适用来搭载旅客。偷渡组织者李鹏飞在1992年购于新加坡之后，计划用来运送非法移民自海上进入美国。1993年2月，在福建省福州市靠岸，然后在泰国搭载约90名非法移民，3月在肯尼亚蒙巴萨附近又搭载约200名非法移民。每名移民交纳了2-3万美元的费用。金色冒险号随后经由好望角进大西洋。船上人员拥挤，卫生不佳，而且到后来食物饮水都开始缺乏。1993年5月，金色冒险号到达纽约市附近的大西洋海域。当时船上有13名船员，286名来自中国大陆的非法移民（其中262名男性，24名女性，多数是福建人）。
原定计划由美國當地的福青幫接頭人组织小型快艇，在公海上接载这些移民，然后分开上岸，但接头人此前已於當地警方掃蕩華僑黑幫的行動中悉數被捕。在公海上等待两周之后，船員认为接载无望，遂决定将船搁浅在近海，让偷渡者游泳上岸。6月6日清晨2时左右，金色冒险号在紐約皇后区洛克韋（Rockaway）海滩搁浅。偷渡者中，因为不善游泳、经过长途航行体质虚弱、水温寒冷等缘故，有10人死亡，6人逃脱，剩下的被随后赶至的美国移民局人员扣留，关进监狱。

## 审判
主谋李鹏飞于当天从纽约逃往泰国，1995年在泰国被捕，1997年引渡到美国。与其他20名同案犯一起在纽约东区联邦法庭受审。1998年12月1日，李鹏飞被判处20年徒刑，蛇头温玉辉、大副李金星被判10年。全案判刑最輕的為船长，因坚持開船到安全地點重新补给而非冒险搁浅，以致被其他船员禁錮，而仅被判4年。
参与组织和资助此次偷渡的美籍华人郑翠萍，在逃亡香港之后于2000年被捕。2006年与其他罪名一共判刑35年。

## 尾声

### 偷渡者命运
在被拘留的270名偷渡者中：
- 14人因不到法定年龄，交由法院监管。
- 35人获得政治庇护留在美国。
- 55人被保释。
- 3人获得艺术家签证。
- 1997年2月27日美国总统克林顿特别批准：假释53人。但这些人没有合法居留美国的权利，至今还在争取在美的身份。
- 剩下的111人被驱逐出境。据信其中很多人再次经过偷渡到达美国。

### 船只命运
该船被美国政府拍卖后重新作为货轮使用，并重命名为United Caribbean。2000年8月被拖到佛罗里达州东南沿海击沉，用作人工珊瑚礁的一部分。2005年，该船的残骸又被熱帶氣旋打碎，散落在海底。

## 影响
这次案件在美国社会造成很大轰动。之后，美国政府对海路偷渡的打击更加严密，偷渡组织从而转向陆路，即從美墨邊境進入美國。同时，对偷渡者的处理是将寻求政治庇护的外国人纳监的早期例子。2006年，此事件被拍成同名美国电影。而香港作家陶傑在《香港蘋果日報》的專欄黃金冒險號一名，所暗指就是这次事情。陶傑在專欄的不少內容中，經常批評歐美政府容許大量的非法移民及難民湧入。

## 外部連結
- 「金色冒險號」20周年系列報導 （页面存档备份，存于）